# 赤司俊雄
赤司 俊雄（あかし としお、1915年（大正4年）8月24日 - 1992年（平成4年）12月26日）は、日本の実業家。三和銀行元頭取。

## 経歴・人物
福岡県久留米市出身。1941年に東京帝国大学経済学部を卒業後、三和銀行に入行。1967年5月に取締役に就任し、常務、専務、副頭取を経て、1976年4月に同行が発足して以来、初めての生え抜きとして頭取に就任し、「ピープルズバンク」をモットーに、カードローンや年金型預金商品の開発などにより、銀行の大衆化を進め、金融業界では初めてQC(品質管理)活動を導入した。1982年6月に会長に退く。
その一方で、日本銀行参与、大阪銀行協会会長、全国銀行協会連合会副会長、日本ソフトボール協会会長なども歴任した。1980年11月に藍綬褒章を受章し、1987年に勲一等瑞宝章を受章した。
1990年5月10日、防長倶楽部理事長理事長。1992年12月26日、肺気腫による呼吸不全で兵庫県西宮市内の病院で死去。77歳没。

## 関連書籍
- 赤司俊雄追想録刊行委員会、三和総合研究所編『赤司俊雄追想録』三和銀行、1993年12月。
- 人事興信所 編『人事興信録 第36版 上』人事興信所、1991年。